# Elsie Dubugras
Elsie Dubugras (São Paulo, 2 de março de 1904 – São Paulo, 2 de março de 2006) foi uma escritora, jornalista, médium, parapsicóloga e artista plástica brasileira. Durante trinta e três anos foi editora especial da Planeta, e apresentou ao mundo o trabalho do médium brasileiro Luiz Antonio Gasparetto.

## Biografia
Paulistana dos Campos Elíseos, Dubugras nasceu na Rua Barão de Limeira, nº 45 a 2 de março de 1904.
Seu pai, Guilherme (nascido Wilhelm) Augustus, um antropólogo dinamarquês, saiu da África do Sul para catalogar insetos no Brasil, onde conheceu e desposou Mary Ada Lindsey, filha dum engenheiro ferroviário escocês integrante duma comissão contratada por Dom Pedro II para planejar uma estrada de ferro com uma inglesa. Naturalizado brasileiro, Wilhelm trabalhou como atacadista de couro, comprando o material do interior de São Paulo e o vendendo para calçadistas urbanos. Irmã mais nova de a a caçula de três irmãos e a única filha.
Com um ano de idade, Elsie mudou-se com os pais para Londres, na Inglaterra onde, aos dois anos de idade, já lia e escrevia as primeiras palavras. Nesse período, foi batizada na Igreja Anglicana. Ali fez os estudos, tendo cursado Jornalismo e Secretariado Executivo no Women’s Institute. Aos vinte anos de idade, após a morte de seu pai, retornou com a família para a cidade de São Paulo.

Casou-se aos 22 anos com Victor Dubugras Filho, filho do arquiteto francês radicado no Brasil Victor Dubugras, e teve dois filhos: Ian Robert, químico, e Victor Ronald, engenheiro aposentado.

## Carreira
Interessada desde a adolescência por temas espiritualistas, ao retornar para o Brasil convivia com visões que não sabia explicar: percebia "pessoas" que surgiam e desapareciam por detrás das pessoas normais. Curiosa, passou a estudar o fenômeno, vindo a desenvolver a sua mediunidade na Federação Espírita do Estado de São Paulo, passando a psicografar mensagens.
Como profissional do jornalismo, acompanhou o trabalho de vários cirurgiões espirituais, o primeiro deles o médium Antônio Geraldo de Pádua. Esteve em diversas ocasiões esteve com Chico Xavier, em Uberaba. Entretanto, foi o trabalho com a psicopictografia por intermédio do médium Luiz Antonio Gasparetto na década de 1980, que a projetou na mídia nacional e internacional. Acompanhando-o em uma viagem de dois meses pela Europa, o trabalho chamou a atenção da BBC de Londres, que veio a produzir um programa exibido em horário nobre naquele país e assistido por nove milhões de pessoas.
Fluente em português, inglês e francês, de 1963 a 1970 trabalhou na extinta Pan American World Airways, como secretária executiva e, posteriormente, como coletora de dívidas, onde teve oportunidade de viajar ao redor do mundo. Sob os auspícios de Ignácio de Loyola Brandão, iniciou o trabalho na Revista Planeta em 1970, voltada para temas como paranormalidade, ecologia, religião e ufologia, entre outros. Suas contribuições para a a Planeta foram tão significativas e ubíquas, que Loyola Brandão chegou a dizer que:
"Teve mês que ela escreveu quase que a revista inteira. No final, virou a alma da Planeta"— Ignácio de Loyola Brandão em declaração a IstoÉ
Na televisão, foi pesquisadora do programa Terceira Visão, veiculado pela Rede Bandeirantes. Em 2004, com cem anos de idade, foi homenageada durante o Prêmio Comunique-se, por ainda exercer a profissão.
Como escritora foi autora das obras: O Mundo Paranormal, Renoir, É Você? e Luiz Antonio Gasparetto, os dois últimos acerca de seu protegé psicopictográfico epônimo. Como artista plástica, expôs as suas aquarelas e bico de pena nas publicações São Paulo do Tempo da Garoa e Imagens do Litoral Paulista.

## Obras
- Renoir, é Você?, coautora com Luiz Antônio Gasparetto, FEESP, São Paulo, 1979[9]
- O Mundo Paranormal - A Parapsicologia Explicada, Três, São Paulo, 1987